# حفل توزيع جوائز الأوسكار الثامن والخمسون
حفل توزيع جوائز الأوسكار الثامن والخمسون (بالإنجليزية: 58th Academy Awards)‏ هو حدث نظمته أكاديمية فنون وعلوم الصور المتحركة لتكريم أفضل الأفلام لسنة 1985. أقيم الحفل بتاريخ 24 مارس، 1986 في جناح دوروثي تشاندلر، لوس أنجلوس. قامت شبكة هيئة الإذاعة الأمريكية ببثّ الحفل، وقدّمه ألن ألدا. في هذه الدورة، فاز فيلم الخروج من إفريقيا بجائزة أفضل فيلم، وحاز الممثّل ويليام هورت على جائزة أفضل ممثّل، ونالت الممثلة جيرالدين بيج جائزة أفضل ممثّلةٍ، وكانت جائزة الأوسكار لأفضل مخرج من نصيب المخرج سيدني بولاك.
أكثر الأفلام ترشيحاً للحصول على جوائز كان فيلم اللون الأرجواني والخروج من إفريقيا حيث تلقّى 11 ترشيحاً، بينما أكثرها فوزاً كان فيلم الخروج من إفريقيا حيث فاز بـ 7 جوائز.

## الجوائز
- جائزة أفضل فيلم:

الخروج من إفريقيا
- جائزة أفضل مخرج:

سيدني بولاك
- جائزة أفضل ممثّل:

ويليام هورت
- جائزة أفضل ممثّلة:

جيرالدين بيج
- جائزة أفضل ممثّل مساعد:

دون أميتشي
- جائزة أفضل ممثّلة مساعدة:

أنجليكا هيوستن
- جائزة أفضل سيناريو مقتبس:

الخروج من إفريقيا
- جائزة أفضل موسيقى تصويريّة:

الخروج من إفريقيا
- جائزة أفضل تأثيرات بصريّة:

شرنقة
- جائزة أفضل خلط أصوات:

الخروج من إفريقيا

## وصلات خارجية
- حفل توزيع جوائز الأوسكار الثامن والخمسون على موقع IMDb (الإنجليزية)
- حفل توزيع جوائز الأوسكار الثامن والخمسون على موقع ميوزك برينز (الإنجليزية)
- الموقع الرسمي لجوائز الأكاديمية.
- الموقع الرسمي لأكاديمية فنون وعلوم الصور المتحركة.
- قناة جوائز الأوسكار على موقع يوتيوب (تُديره أكاديمية فنون وعلوم الصور المتحركة).
- مقتطفات فيديو من أكاديمية فنون وعلوم الصور المتحركة.